# Geographie des Südsudan

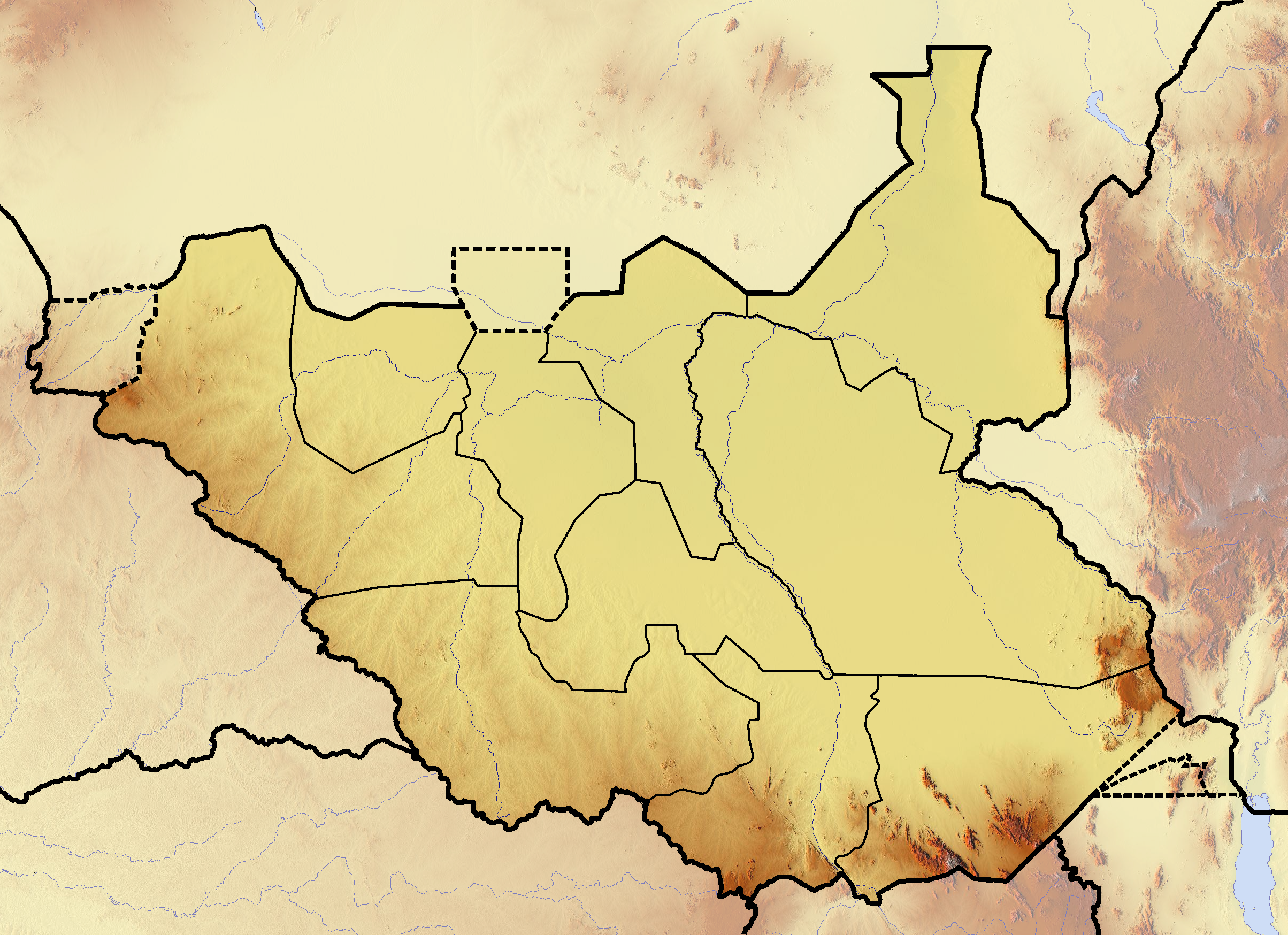
Topographische Karte des Südsudan

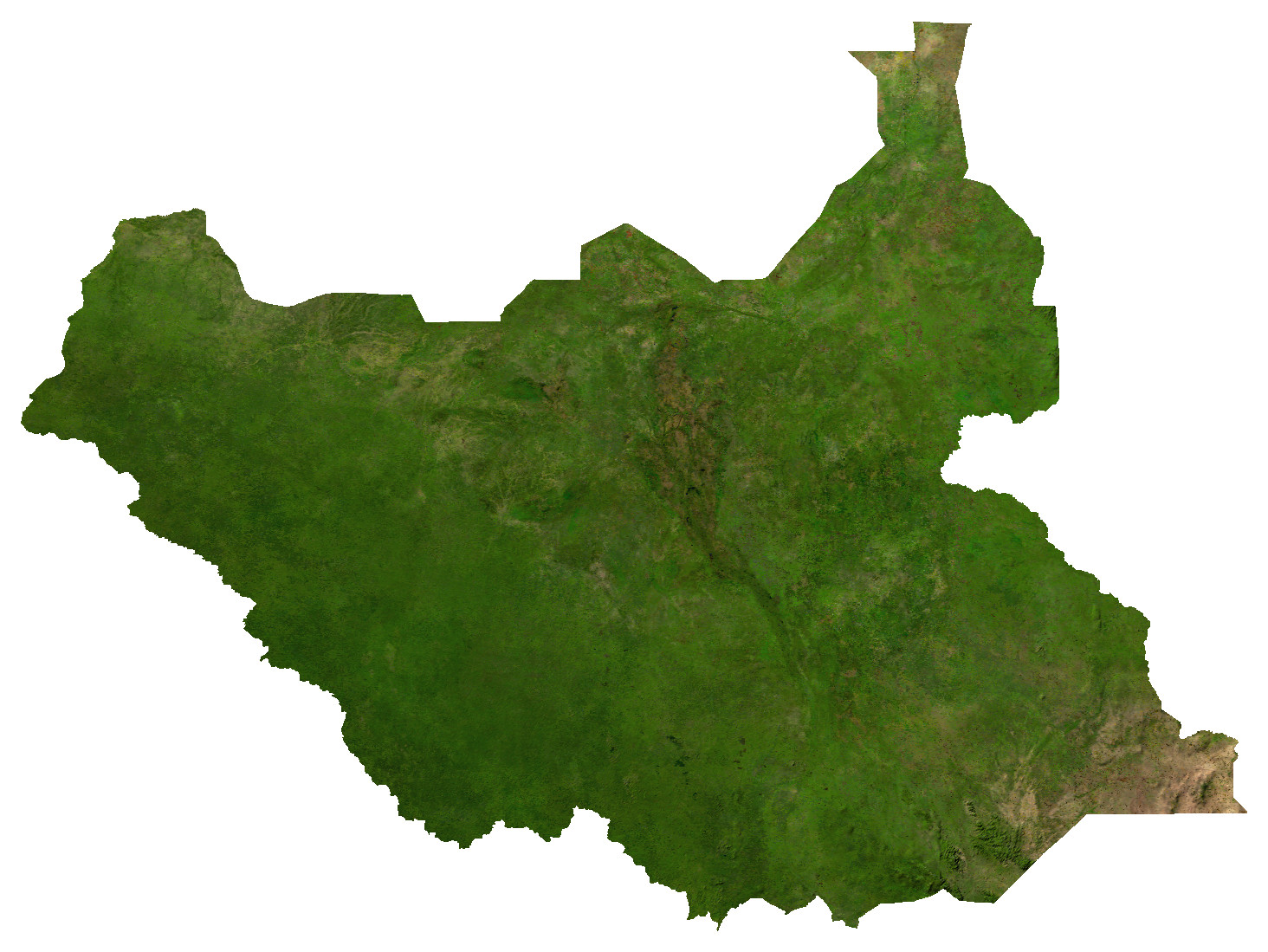
Satellitenaufnahme des Südsudan zeigt die Vegetation

Die Geographie des Südsudan ist überwiegend von Überschwemmungs- und Sumpflandschaften geprägt, wobei der Sudd die größte zusammenhängende Sumpflandschaft darstellt. Im Norden bestimmen Savannenlandschaften das Bild, die ab der Mitte an der Südwestgrenze in die Region der zentralafrikanischen Feucht- und Regenwälder übergeht. Das Land ist Teil der Großlandschaft Sudan.
Die Höhengliederung wird von der Beckenlandschaft des Nils und seinen Randgebirgen bestimmt. Den westlichen Beckenrand stellen die Nordäquatorialschwelle und die Zentralafrikanische Schwelle dar, die auch die Wasserscheide zwischen Nil- und Kongosystem bilden. Im Osten beginnt das Gelände Richtung Äthiopisches Hochland anzusteigen, und im Süden an der Grenze zu Uganda erhebt sich das Imatong-Gebirge mit dem höchsten Berg im Südsudan, dem Kinyeti.

## Klima

Klimazonen des Südsudan

Das Klima im Südsudan ist, allgemein gesprochen, tropisch bis randtropisch. Wie in allen Tropenklimaten gibt es auch hier eine Regenzeit. Der Südsudan, vor allem Bahr al-Ghazal und der Sudd sind durch sommerfeuchtes, tropisches Klima gekennzeichnet. Die Winterhälfte des Jahres fällt in dieser Region heiß aus, mit Tagestemperaturen um 36 °C bis gelegentlich 40 °C. Nachts kühlt es auf 20 °C ab. Die Sommermonate sind von einer bis zu achtmonatigen Regenzeit geprägt, die die Temperaturen auf 30–33 °C drückt. In den Nächten bleibt es warm (21–23 °C). Diese Zeit ist durch die hohe Luftfeuchte (70–80 %) schwül. Die ergiebigen Regenfälle finden meist von Ende April bis Anfang Oktober statt, mit Höhepunkt im Juli und August, wo es an bis zu 18 Tagen im Monat regnen kann. Die gesamte Niederschlagsmenge liegt zwischen 700 und 1100 mm.

## Hydrologie

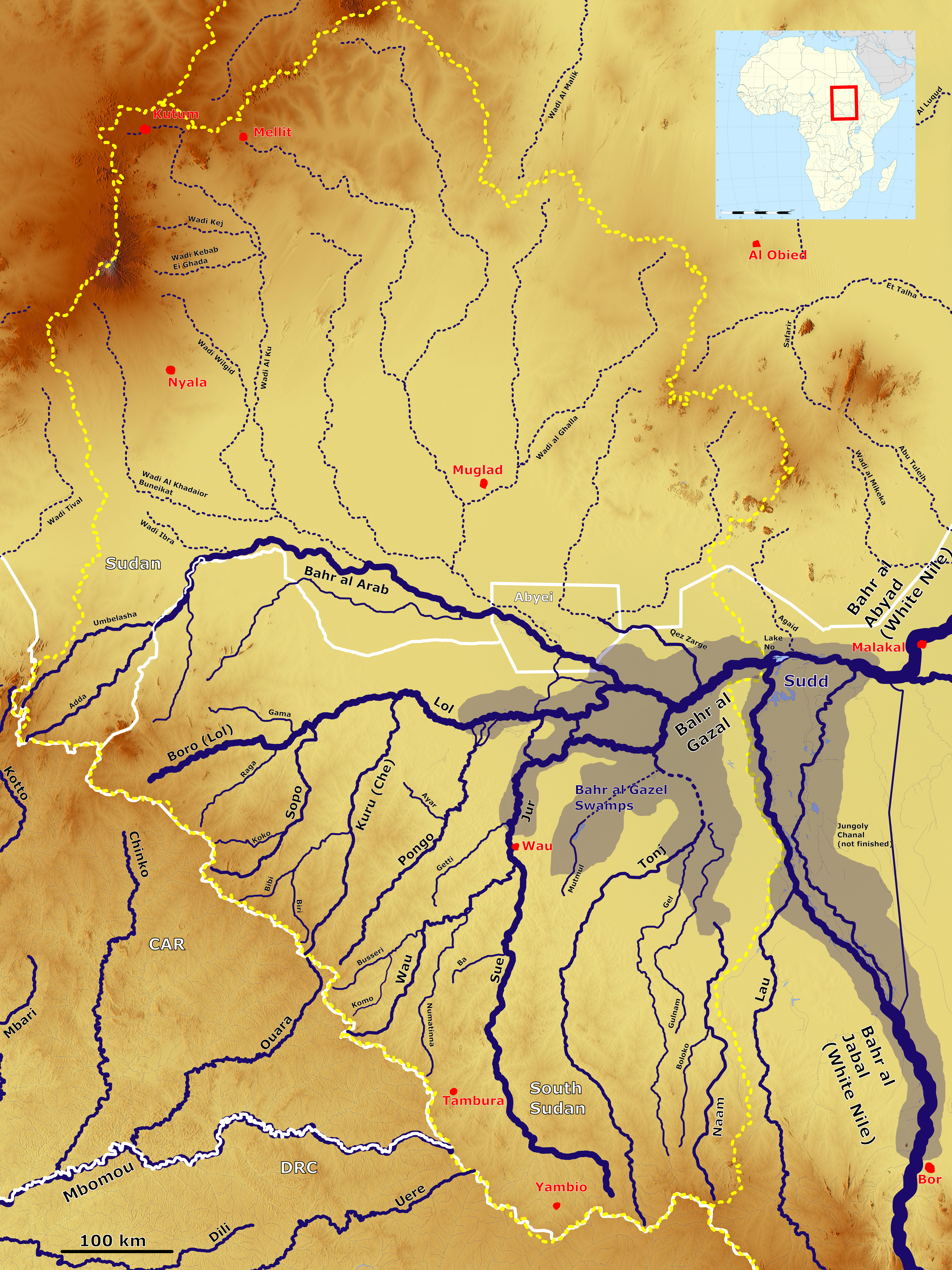
Karte des Bahr al Gazal Flusssystems

Der Südsudan ist nur durch die Hydrologie des Nil bestimmt (ohne Ilemi-Dreieck). Die Grenze zur Zentralafrikanischen Republik ist dabei praktisch deckungsgleich mit der Einzugsgebietsgrenze zum Kongo. Hier befindet sich auch die Region mit den meisten Niederschlägen des ansonsten ariden Landes. Die Verdunstung ist so hoch, dass sich zwischen dem Sudd und den Sümpfen des Bahr al-Ghazal Systems temporär  endorheische Senken wie der Maleit-See gebildet haben.
Es sind drei markante hydrologische Größen zu erwähnen:
- Das Einzugsgebiet des Bahr al-Ghazal, das zwar flächenmäßig das größte Subbasin des Nils darstellt, aber auf Grund der hohen Verdunstung nur wenig Wasser zum Nil beisteuert.
- Der Sudd, der eines der größten Sumpfgebiete weltweit darstellt.
- Das Einzugsgebiet des Sobat, der aus Äthiopien kommt und etwa 10 % des Wassers zum Nil an der Mündung beiträgt.